# SUBT
SUBT (Sport Unie Brion Trappers) is een voetbalclub uit de wijk Kintjan in Willemstad op Curaçao. De club is ontstaan uit een fusie tussen SCS Trappers en CVV Bismarck. SUBT speelt in het Stadion Antoine Maduro.

## Erelijst
- Kopa Antiano: 6

1969, 1979, 1980, 1982, 1983, 1984
- Sekshon Pagá: 7

1977, 1979, 1980, 1982, 1983, 1984, 1985

## Prestatie in CONCACAF-competitie
- CONCACAF Champions Cup

1970 - 1st ronde - verloren tegen Racing Club Haïtien
1973 - 2de ronde - verloren tegen SV Transvaal 9 - 3
1980 - Ronde ? - verloren tegen SV Robinhood 5 - 2
1981 - 2de ronde - verloren tegen SV Transvaal 3 - 1
1983 - 3de ronde - verloren tegen SV Robinhood 4 - 1
1984 - onbekende resultaten
1985 - onbekende resultaten
1991 - 1st ronde - verloren tegen SV Transvaal 6 - 0